# Xã Kelliher, Quận Beltrami, Minnesota
Xã Kelliher (tiếng Anh: Kelliher Township) là một xã thuộc quận Beltrami, tiểu bang Minnesota, Hoa Kỳ. Năm 2010, dân số của xã này là 130 người.